# Арлазоров Михайло Саулович
Миха́йло Сау́лович Арлазо́ров (рос. Михаил Саулович Арлазоров; *26 грудня 1920, Харків — †2 липня 1980, Москва) — російський радянський письменник-популяризатор, сценарист, журналіст. Член Спілки журналістів СРСР. Член Спілки кінематографістів СРСР.

## Біографія
Народився в Харкові. 1943 року закінчив факультет літакобудування Казанського авіаційного інституту. 1948 року закінчив курси сценаристів науково-популярного фільму при Всесоюзному державному інституті кінематографії та Московському Будинку учених.
Від 1946 року працював завідувачем відділу техніки в журналі «Знание — сила» (Москва).

## Творчість
Друкувався з 1946 року. Більшість книг присвятив авіаційній тематиці:
- «Людина на крилах»,
- «К. Е. Ціолковський. Його життя та діяльність»,
- «Фронт йде через КБ»,
- «Дорога на космодром»,
- «Жуковський»,
- «Артем Мікоян».

Автор сценаріїв «Конструктор в бою», «Конструктор Полікарпов».